# Eutelia chlorobasis
Eutelia chlorobasis är en fjärilsart som beskrevs av George Francis Hampson 1905. Eutelia chlorobasis ingår i släktet Eutelia och familjen nattflyn. Inga underarter finns listade i Catalogue of Life.